# Jean Guillaume Janssens
Pour les articles homonymes, voir Janssens.
Jean Guillaume Janssens, né le 12 octobre 1762 à Nimègue (Pays-Bas) et mort le 23 mai 1838 à La Haye (Pays-Bas), est un général néerlandais au service de la Révolution et de l’Empire.

## États de service
Il entre en service en 1774 dans l’armée hollandaise. En 1795 il est affecté au 3e bataillon de la 1re demi-brigade d’infanterie de la République batave. Le 16 juin 1796, il démissionne pour cause de blessures et il entre dans l’administration de la République.
Il est promu général de brigade le 18 février 1802 et il est nommé gouverneur général de la province du Cap de Bonne-Espérance le 21 mars 1803 en remplacement du général Daendels. Le 5 mars 1806, à la suite de la rétrocession de la colonie à l’Angleterre, il regagne le Royaume de Hollande nouvellement créé, et le 13 juillet il est affecté au secrétariat général du Ministère de la guerre. Membre associé du conseil d’état le 18 juillet 1806, intendant général à l’armée du Rhin le 24 septembre suivant, gouverneur général du territoire de Westphalie occupé par l’armée hollandaise le 4 novembre, il devient le 18 décembre 1806 directeur de l’administration de la guerre. 
Il est nommé lieutenant-général le 28 mai 1807, et le 7 septembre suivant il est nommé Ministre de la Guerre. Il démissionne le 22 mai 1809, pour raison de santé.
Le 11 novembre 1810 il reprend du service en France avec le grade de général de division, et le 22 novembre suivant il prend le commandement du corps expéditionnaire à Batavia. Il est fait chevalier de la Légion d’honneur le 24 novembre 1810, officier le 25 novembre et commandeur le 28 décembre suivant. 
Promu grand officier de la Légion d’honneur le 16 mai 1811, il est capturé à Java par les Anglais le 17 septembre 1811. 
Il est de retour en France le 11 novembre 1812, et le 15 janvier 1813 il devient commandant de la 31e division militaire, puis le 24 mars suivant de la 2e division. Le 5 mars 1814, lors de la campagne de France, il est affecté au 2e corps d’armée. 
Il démissionne de l’armée française le 9 avril 1814 et devient lieutenant-général dans l’armée néerlandaise, chargé de l’administration militaire dans le sud de la Belgique. En mai 1815, il obtient sa retraite et est fait grand-croix et chancelier de l’Ordre militaire de Guillaume.
Il meurt le 23 mai 1838 à La Haye.

## Sources
- (en) « Generals Who Served in the French Army during the Period 1789 - 1814: Eberle to Exelmans »
- Thierry Pouliquen, « Les généraux français et étrangers ayant servis [sic] dans la Grande Armée » (consulté le 28 janvier 2014)
- « Cote LH/1353/99 », base Léonore, ministère français de la Culture
- Jean Guillaume Janssens  sur roglo.eu
- (pl) « Napoléon.org.pl »
- Bouillet, Dictionnaire universel et classique d'histoire et de géographie comprenant l'histoire proprement dite…Tome II, l’Auteur, 1833, 708 p. (lire en ligne), p. 460.